# Julien Longhi
 (avril 2024).
Compléments
Habilitation à diriger des recherches (HDR), université de Cergy-Pontoise
Julien Longhi, né en 1981, est un linguiste, professeur des universités en sciences du langage à l’université de Cergy-Pontoise. 
Il est spécialiste de l'analyse du discours politique et médiatique, et de la linguistique appliquée aux contextes risque/sécurité. Ses thèmes de recherche sont la sémantique du discours, la pragmatique linguistique, la linguistique de corpus, les humanités numériques et la communication médiée par les réseaux. En 2018, il est nommé membre junior à l’Institut universitaire de France.

## Biographie

### Parcours universitaire
En 2007 il soutient sa thèse sur Les Objets discursifs : Doxa et Évolution des topoï en corpus avec laquelle il obtient le titre de Docteur de l’université de Clermont II en sciences du langage. En juin 2015, il soutient une habilitation à diriger des recherches, à l’université de Cergy-Pontoise, dont le titre est La Théorie des objets discursifs : Concepts, Méthodes, Contributions.

### Carrière professionnelle
En 2006, il est ATER (Attaché temporaire d’enseignement et de recherche) à l’IUT de Montluçon, et en 2007 à l’université de Tours. Ensuite, en 2009, il devient maître de conférence en sciences du langage à l’université de Cergy-Pontoise, puis professeur des universités en 2016. Il y enseigne l’expression-communication et l’écriture pour les médias numériques en DUT MMI et en licence professionnelle communication, et l’analyse du discours en master sciences du langage. De 2012 à 2018, il est directeur du département Métiers du multimédia et de l’Internet. De 2011 à 2016, il est membre élu du collège B du CNU, dont il est assesseur de 2015 à 2016. Il est membre du centre de recherche AGORA, dont il est directeur adjoint de 2017 à 2019. Il est directeur de l’IDHN (Institut des humanités numériques, université de Cergy-Pontoise) ainsi que directeur de la collection « Humanités numériques » aux éditions L'Harmattan. En 2018, il est nommé membre junior de l’Institut universitaire de France (IUF) pour 5 ans, dans le cadre de projets à l’interface entre l’analyse du discours et les humanités numériques.
Le 2 février 2023, il est nommé au Conseil scientifique sur les processus de radicalisation (COSPRAD), par la ministre de l'Enseignement supérieur et de la Recherche, en même temps que Marc Hecker, Hugo Micheron et Bernard Rougier, qui est reconduit dans ses fonctions.

## Médias
Julien Longhi publie régulièrement des articles dans le Huffington Post ou The Conversation dans lesquels il analyse le langage des personnalités politiques et publiques françaises ainsi que leur utilisation de Twitter. Il est invité sur le plateau de I-Télé et de BFM TV pour commenter en direct le défilé et les discours du Front national à l'occasion du 1er mai 2015. ll est également présent lors du Café de sciences du 14 octobre 2014 à Saint-Dié-des-Vosges pour débattre sur le thème « A l’ère du numérique, a-t-on encore besoin des journalistes ? ». Il réalise des interviews pour BFMTV pour parler d’Emmanuel Macron, notamment dans le cadre de « La Fête à Macron » le 3 mai 2018, mais aussi pour des journaux comme Le Parisien le 20 mai 2017.
En 2017, à l’occasion de l’élection présidentielle, puis des élections législatives, il est porteur du projet #Idéo2017 dont le but est de créer une plateforme d’analyse linguistique des tweets des candidats à l’élection présidentielle, et de la mettre à la disposition des citoyens par le recours à des outils informatiques et statistiques.

## Publications

### Ouvrages scientifiques
- Du discours comme champ au corpus comme terrain. Contribution méthodologique à l'analyse sémantique du discours, Paris, l’Harmattan, coll. « Humanités numériques » Longhi J., 2018
- Visées discursives et dynamiques du sens commun,Paris, l’Harmattan, coll. « Sémantiques » Longhi J., 2011
- La cohérence est-elle un cas particulier de l’incohérence : quelques pistes de réflexions oulipiennes, textuelles et indexicales. Cahiers du LRL, Julien Longhi. 2010, 4, pp.109-126. pdf : hal-01052547
- Objets discursifs et doxa : essai de sémantique discursive, Paris, l’Harmattan, coll. « Sémantiques » Longhi J., 2008

### Ouvrages collectifs
- La communication numérique, du code à l’information, Paris, l'Harmattan, coll. Humanités numériques Longhi J. & Weber J., 2017
- Les Discours institutionnels en confrontations', Paris, L'Harmattan, Longhi J. & Sarfati G.-E., 2014.
- L’analyse de corpus face à l’hétérogénéité des données', Langages, n°187, Garric N., Longhi J., 2012.
- L'Énonciation et les Voix du discours, Revue Tranel vol. 56, 2012.
- Dictionnaire de pragmatique, Paris, Armand Colin, Longhi J. & Sarfati G.-E., 2012.
- L’analyse linguistique des corpus discursifs : des théories aux pratiques, des pratiques aux théories, Cahiers du LRL, n°3, Clermont-Ferrand, Presses de l’Université Blaise-Pascal Garric N., Longhi J., 2009